# 충청북도유아교육진흥원
충청북도유아교육진흥원(忠淸北道幼兒敎育進興院)은 지방교육자치에 관한 법률 제32조 및유아교육법제6조에 따라 유아교육에 관한 연구와 정보제공, 프로그램 및 교재 개발, 유아교육 관련 연수 및 유치원 평가 등 유아교육의 진흥을 위하여 충청북도교육청 산하에 설치된 소속기관이다.